# Senne Dehandschutter
Senne Dehandschutter (Brussel, 14 juli 1985) is een Vlaamse acteur en regisseur.

## Levensloop
Dehandschutter behaalde een master aan het Rits. Zijn eindproject, de korte film Fertilize, werd geselecteerd voor een groot aantal filmfestivals. Naast zijn werk als acteur regisseerde en produceerde hij verschillende korte films en televisieseries. 
In 2009 startte Dehandschutter het allereerste online figurantenbureau In the Picture op. Hij is ook oprichter van het productiebedrijf Earth in Motion.

## Televisie
- Schalkse Ruiters - Zoon 'man van Melle' (1996)
- Terug naar Oosterdonk - Jacky (1997)
- De burgemeesters - Kleine jongen (1997)
- Man bijt hond - jongste zoon in Vaneigens (1997-2000, 2012-heden)
- Wittekerke - pestkop (2000)
- Flikken - Jitse de Groot (2001)
- Sprookjes (2004)
- Zone Stad - vriend van dood meisje (2005)
- Aspe - Jeremy Schaepens (2006)
- 16+ - Yves (2006-2008)
- Spoed - Bram als geestelijk gestoord (2007)
- Sara - Filip (2008)
- Climbing Spielberg (2008)
- David - Stijn Poecke (2009-2010)
- Lang Leve - Urbanus (2013)
- Arabische liefde (2014)

## Korte films
- Wes (1998)
- Zand erover (1999)
- Het vlot (1999)
- Vincent (2001)
- Koffie (2001)
- Fertilize (2008)

## Speelfilms
- Blinker - Frankie (1999)
- Olivetti 82 - Guy Lippens (2000)

## Theater
- Inspinazie (2001-2002)